# 고나미 아야
오나미 아야(일본어: 小那海 あや, 1997년 4월 10일~)는 일본의 AV 여배우이진 그라비아 아이돌이다. 은퇴 이후에는 유튜브 통한 개인 방송을 진행하고 있다.